# Tina (film)
Tina: What's Love Got To Do With It – amerykański film biograficzny z 1993 roku na podstawie książki Tiny Turner i Kurta Lodera.

## Główne role
- Angela Bassett – Anna Mae Bullock/Tina Turner
- Rae'Ven Larrymore Kelly – młoda Anna Mae Bullock
- Laurence Fishburne – Ike Turner
- Khandi Alexander – Darlene

## Nagrody i nominacje
Oscary za rok 1993
- Najlepszy aktor – Laurence Fishburne (nominacja)
- Najlepsza aktorka – Angela Bassett (nominacja)

Złote Globy 1993
- Najlepsza aktorka w komedii/musicalu – Angela Bassett